# Wilhelm Klemm (Chemiker)

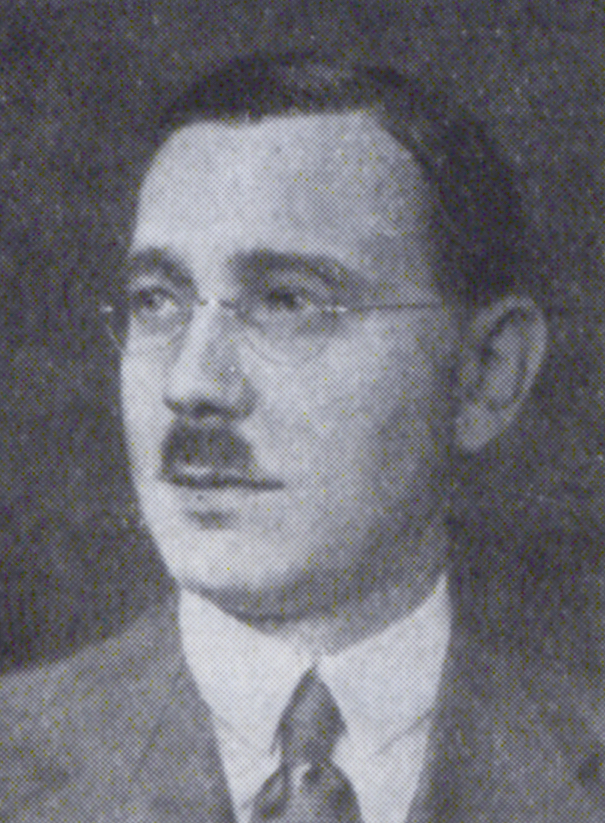
Wilhelm Klemm, um 1931

Wilhelm Karl Klemm (* 5. Januar 1896 in Guhrau, Niederschlesien; † 24. Oktober 1985 in Danzig) war ein deutscher Chemiker und einflussreicher Wissenschaftsmanager.

## Leben
Von 1919 bis 1923 studierte Klemm Chemie an der Universität Breslau. Dort promovierte er bei Heinrich Biltz. Seinem Doktorvater folgte er an die Technische Hochschule Hannover, wo er sich im Bereich der anorganischen Chemie 1927 habilitierte und 1929 zum außerordentlichen Professor ernannt wurde. 1933 nahm er einen Ruf an die Technische Universität Danzig an, deren Abteilung für anorganische Chemie er bis 1945 leitete. In den Jahren 1944/45 war er Prorektor der Universität und leitete deren Evakuierung aus Danzig.
Er unterzeichnete im November 1933 das Bekenntnis der Professoren an den deutschen Universitäten und Hochschulen zu Adolf Hitler. Er war Förderndes Mitglied der SS, beantragte am 10. November 1937 die Aufnahme in die NSDAP und wurde zum 1. Mai 1938 aufgenommen (Mitgliedsnummer 5.942.688).
Nach seiner Entnazifizierung war er zunächst ab 1947 in Kiel tätig und lehrte seit 1951 bis zu seiner Emeritierung in Münster, wo er bis 1965 das Institut für Anorganische und Analytische Chemie leitete. Klemm starb am 24. Oktober 1985 in Danzig. Sein Grab befindet sich auf dem Zentralfriedhof in Münster.

## Wissenschaftliches Werk
In den 1920er-Jahren hat sich Klemm mit Arbeiten zur Magnetochemie einen Namen gemacht. Seine ganze wissenschaftliche Karriere hindurch befasste er sich mit Themen der anorganischen und physikalischen Chemie. Er verfeinerte die Vorstellungen von Eduard Zintl zur Struktur intermetallischer Verbindungen („Zintl-Klemm-Konzept“). In dem von ihm geleiteten Institut an der Westfälischen Wilhelms-Universität Münster wurden 1962 zeitgleich mit einer amerikanischen Arbeitsgruppe von Rudolf Hoppe die ersten Edelgasverbindungen hergestellt. Seine Lehrbücher zur Anorganischen Chemie (u. a. der sogenannte „kleine Klemm“ in der Sammlung Göschen) sowie – in Nachfolge seines Doktorvaters – zur experimentellen Einführung in die anorganische Chemie (der „Biltz-Klemm-Fischer“, kurz BKF genannt) waren zu seiner Zeit Standardbücher für jeden Chemiestudierenden und erreichten etliche Auflagen.
1965 gründete er mit Harald Schäfer in Münster das Hemdsärmelkolloquium (HÄKO) für Festkörperchemie, das seitdem jährlich in wechselnden Orten stattfindet.

## Ämter und Würden
Wilhelm Klemm erlangte nicht nur auf wissenschaftlichem Gebiet Meriten, sondern war vor allen Dingen ein einflussreicher Wissenschaftsorganisator. Er war Präsident der Gesellschaft Deutscher Chemiker, Rektor der Universität Münster sowie Mitglied verschiedener Ausschüsse der DFG. Von 1965 bis 1967 war er Präsident der International Union of Pure and Applied Chemistry (IUPAC) und somit der erste deutsche Naturwissenschaftler, der nach dem Kriege ein so hohes internationales Amt ausfüllte.
Klemm war Mitglied der Deutschen Akademie der Naturforscher Leopoldina sowie der Akademie der Wissenschaften zu Göttingen, der Bayerischen und der Nordrhein-Westfälischen Akademie der Wissenschaften und der Künste. Er war mehrfacher Ehrendoktor und Träger etlicher Preise. 1951 erhielt er die Liebig-Denkmünze der Gesellschaft Deutscher Chemiker. 1966 verlieh ihm der Bundespräsident das Große Verdienstkreuz der Bundesrepublik Deutschland.
Klemm war Mitherausgeber der Zeitschrift für anorganische und allgemeine Chemie sowie des Chemischen Zentralblatts.

## Wissenschaftlicher Austausch
Wilhelm Klemm setzte sich zeit seines Lebens für internationalen Austausch in den Wissenschaften ein. Bis Ende der 1960er-Jahre war er um den Zusammenhalt der Wissenschaftler in DDR und Bundesrepublik bemüht. Als Präsident der Gesellschaft Deutscher Chemiker nahm er an der Gründungsveranstaltung der Chemischen Gesellschaft der DDR teil. Das von ihm herausgegebene Chemische Zentralblatt blieb bis 1969 „gesamtdeutsch“. Als Präsident der IUPAC setzte er sich – nach anfänglichem Widerstreben – für eine Aufnahme der DDR in die internationale Chemiker-Union ein.
Den Ausgleich suchte er auch mit Polen. Mit seiner ehemaligen Universität in Danzig blieb er auch während des Kalten Krieges verbunden. Zu einem offiziellen Besuch kam es jedoch erst im Oktober 1985 zum 40. Jahrestag der Neugründung der nunmehr polnischen Universität. Klemm erhielt dort eine Auszeichnung. Tief gerührt soll er gesagt haben, dass er lieber in Danzig bleiben würde, als nach Deutschland zurückzukehren. Wenige Tage später, kurz vor der geplanten Rückreise, starb er unerwartet an einem Herzinfarkt.

## Sonstiges
- Die Gesellschaft Deutscher Chemiker verleiht den Wilhelm-Klemm-Preis  für Leistungen in der anorganischen Chemie.
- In Münster ist die Straße, an der sich u. a. das Hörsaalgebäude des Fachbereichs Chemie befindet, nach Wilhelm Klemm benannt.